# Protektorat Saar
Protektorat Saar je bil povojni protektorat (1947–1956), odcepljen od Nemčije po porazu v 2. svetovni vojni. Upravljala ga je Francija.